# Girighetens pris
Girighetens pris (italienska: Il capitale umano) är en italiensk-fransk dramafilm från 2013 i regi av Paolo Virzì.

## Utmärkelser
Filmen vann David di Donatello för bästa film 2014.

## Rollista i urval
- Fabrizio Bentivoglio - Dino Ossola
- Valeria Bruni Tedeschi - Carla Bernaschi
- Fabrizio Gifuni - Giovanni Bernaschi
- Valeria Golino - Roberta Morelli
- Matilde Gioli - Serena Ossola
- Luigi Lo Cascio - Donato Russomanno
- Gigio Alberti - Giampi
- Silvia Cohen - Adriana Crosetti